# Hrvatska Kostajnica
Hrvatska Kostajnica, oft lediglich Kostajnica genannt, (deut. veraltet Castanowitz) ist eine Kleinstadt in Mittelkroatien.

## Lage

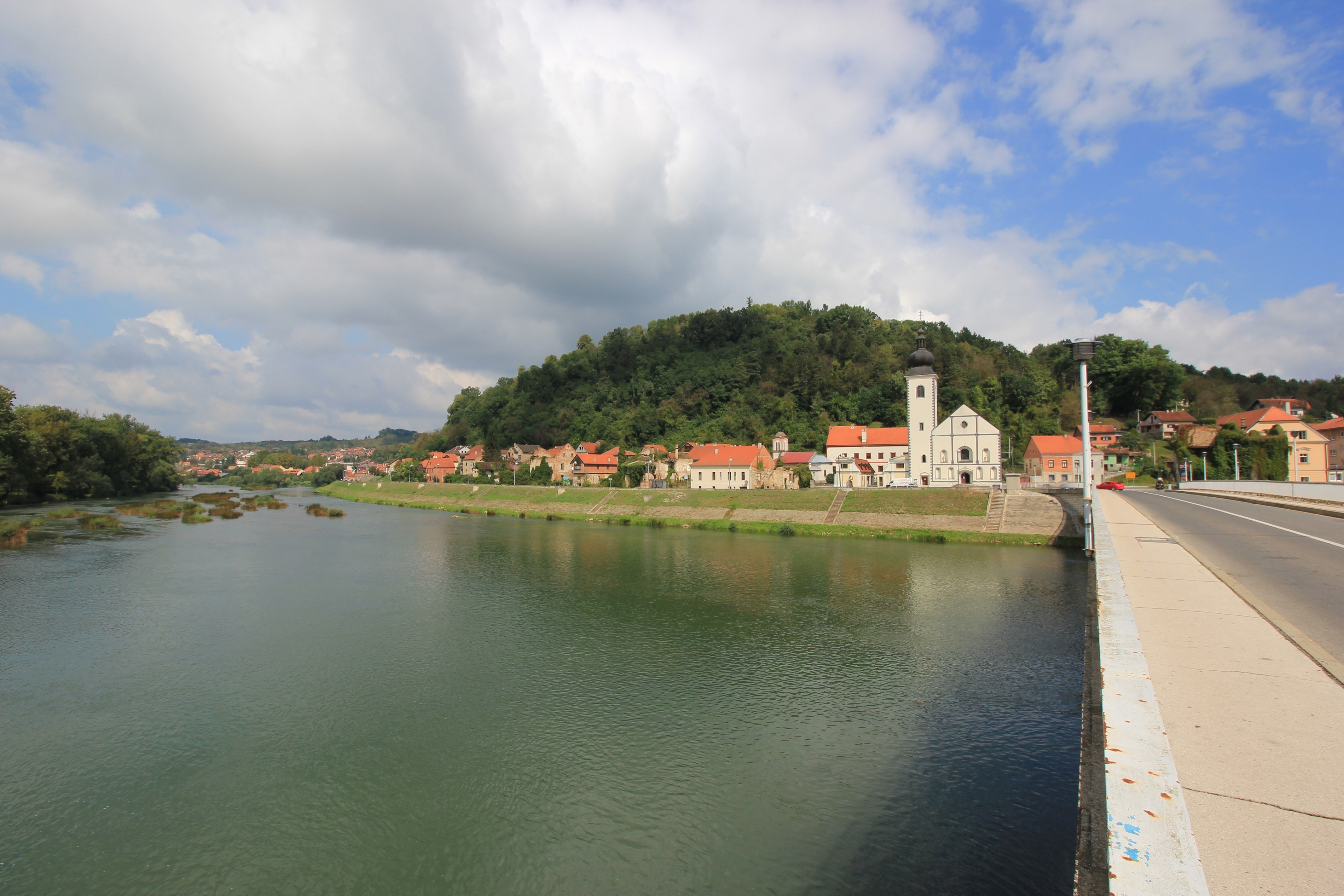
Blick über die Una nach Hrvatska Kostajnica

Sie befindet sich in der Gespanschaft Sisak-Moslavina südlich von Petrinja und Sisak am Fluss Una, welcher die Grenze zu Bosnien und Herzegowina bildet. Auf der gegenüberliegenden Flussseite befindet sich die ehemalige Grenzfestung Stari Grad sowie, hinter einem verlandeten Flussarm, die Ortschaft Bosanska Kostajnica, die zur Republika Srpska in Bosnien und Herzegowina gehört. Somit verläuft die Staatsgrenze an dieser Stelle nicht direkt in der Una, sondern etwas südlich des Flusses.

## Bevölkerung
Die Bevölkerungszahl der Gemeinde Hrvatska Kostajnica betrug zur Volkszählung 2011 2756 Einwohner. Das engere Stadtgebiet zählt 2127 Einwohner. Die Einwohner der Gemeinde bezeichnen sich zu 69,34 % als Kroaten und zu 25,04 % als Serben.

## Geschichte des Namens
Der Name leitet sich angeblich von der Bezeichnung „kostanj“ (Kastanie, Marone) ab.
Frühere Bezeichnungen der Stadt lauteten:
- 1240: Koztainicha
- 1258: Kozstanicha
- 1272: Kaztanicha
- 1351: Coztanycha
- 1362: Costgnanice
- 1600: Castanowiz

## Verkehr
Hrvatska Kostajnica hat einen Haltepunkt an der Bahnstrecke Banja Luka–Sunja. Südlich der Straßenbrücke über die Una befindet sich ein internationaler Grenzübergang zwischen Kroatien und Bosnien-Herzegowina.

## Söhne und Töchter
- Svetozar Boroëvić von Bojna (1856–1920), österreichisch-ungarischer Feldmarschall
- Andreas Karaczay (1744–1808), Feldmarschallleutnant
- Antun Vakanović (1808–1894), Politiker